# Feldmark

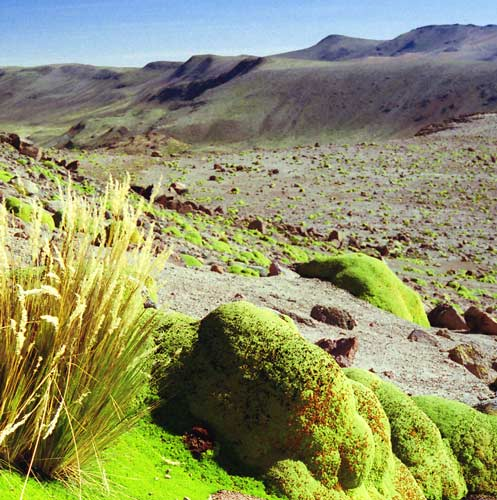
Azorella compacta, plante en coussin, poussant dans un habitat de type feldmark au Pérou.

Le feldmark est une association végétale caractéristique des sites où la croissance des plantes est fortement limitée par des valeurs extrêmes de froid ou d'exposition au vent, typiques des environnements subantarctique ou de toundra alpine.

## Description
Les communautés végétales du feldmark sont caractérisées par des plantes naines et prostrées, clairsemées, d'une hauteur atteignant environ 25 cm, présentant souvent un port en « tapis » ou en « coussins, dispersés parmi des espaces de sol nu et de roche exposée.

## Distribution
Le feldmark apparaît dans les situations les moins favorables à la croissance des plantes, notamment dans les zones où la neige s'accumule tardivement sur les pentes sous le vent et les crêtes froides et fortement exposées au vent.
Les espèces du feldmark étant adaptées aux sols froids et nus, certaines sont capables de coloniser des zones soumises à une forte érosion où la terre végétale a disparu, ne laissant qu'une surface de roches ou de pierres fragmentées.
Dans les régions soumises à de forts vents dominants, l'expansion par marcottage sur le côté abrité des plantes signifie qu'elles peuvent se développer préférentiellement de ce côté et se déplacer progressivement sous le vent.